# Centroscyllium
Centroscyllium is een geslacht van de familie van de lantaarnhaaien. Deze soorten hebben grote ogen en zij leven op grote diepte. Ze missen de aarsvin, ze zijn grijs of zwartbruin van kleur en ze hebben twee stekels op de rug waarvan de achterste opvallend groter is dan de voorste. Het geslacht heeft zeven soorten.

## Soorten
- Centroscyllium excelsum Shirai & Nakaya, 1990 – Hoogvinlantaarnhaai
- Centroscyllium fabricii (Reinhardt, 1825) – Zwarte lantaarnhaai
- Centroscyllium granulatum Günther, 1887 – Gekorrelde lantaarnhaai
- Centroscyllium kamoharai Abe, 1966 – Naakte lantaarnhaai
- Centroscyllium nigrum Garman, 1899 – Krultandlantaarnhaai
- Centroscyllium ornatum (Alcock, 1889) – Sierlijke lantaarnhaai
- Centroscyllium ritteri Jordan & Fowler, 1903 – Witvinlantaarnhaai